# Millennium (фабрика)
Millennium — українська кондитерська фабрика у місті Дніпро та однойменна торгова марка.

## Історія
Компанія Millennium заснована в 1999 році, і на той час була єдиним великим виробництвом кондитерської продукції, створеним з нуля — усі інші використовували потужності комбінатів, побудованих ще за радянських часів. На момент створення Millennium команда складалася з 20 людей (станом на 2019 рік, ця кількість збільшилася до 3000).
У 2000 році компанія першою в Україні почала виробництво пористого шоколаду (за ліцензією німецького бренду Mauxion). Досі саме цей тип шоколаду залишається «візитівкою» компанії — близько 50 % виробництва на фабриці відведено під цей продукт.
У 2001 році компанія також була першою, хто випустив в Україні шоколад з цільним горіхом — Millenium Gold. Для нього також була розроблена фірмова обгортка з вирізом — цей дизайн протримається майже незмінним більше десятиліття.
У 2004 році фабрика вийшла на новий для себе ринок шоколадних цукерок, створивши ще один відомий бренд — «Любимов». А в 2006-му році на світ з'явився Oskar Le Grand — шоколад в тонкій плитці, яка дозволяє краще відчувати нюанси смаку.
Починаючи з 2009 року, налагоджено виробництво обгортки, яке до цього використовувалося тільки в Швейцарії та Японії. Лінії «Freshpack» упаковують цукерки без доступу повітря і дозволяють довше зберегти їх свіжими[джерело?].
Компанія часто експериментує зі смаками та форматами нових продуктів. У 2010-х роках Millennium відкриває для себе нові ринки, а для українських покупців — нові рецепти шоколаду. Так на світ з'являються «європейські колекції»: екстрачорний брют, а згодом — колекція Discover Europe. В ній кожна плитка шоколаду присвячена певній країні та її кондитерським традиціям: Швейцарія (молочний з цільним мигдалем), Бельгія (чорний з сіллю) і Франція (екстра-молочний) і т. д..
У 2016 році торгова марка стала переможцем у кількох номінаціях в рамках професійної бізнес-премії «Leader of Year Import Export Award». Того року експортні продажі шоколадній фабрики Millennium в два рази перевершили показник 2015 року[джерело?].
Наприкінці 2018 року з'явився новий каталог шоколаду «Fruits & Nuts». В рецепті шоколад та цільні горіхи зустрічаються з сухофруктами, що за словами керівництва — дуже складний процес.
Наразі продукція компанії експортується у 25 країн світу, і за словами маркетинг-директора Аріни Шебанової, в різних країнах популярністю користуються різні продукти. Так, в Китаї більше полюбляють чорний шоколад, в Європі — молочний, а частка пористого шоколаду на українському ринку більша, ніж в інших країнах.
Виробник багатьох брендів шоколаду та цукерок: «Millennium», «Любимов», «Oskar Le Grand» та інші. Шоколад фабрики експортується в більш ніж 30 країн світу, серед яких США, Австралія, Китай, ОАЕ, країни Євросоюзу, південно-східну і західну Азію.
Продукція компанії експортується в 30 країн світу.
За результатами досліджень, 85 % населення України знайомі з продукцією фабрики[джерело?].
Бренд є спонсором українських телевізійних шоу: «Танці з зірками» та «Орел і решка».

## Основні продукти

Шоколад Millenium

Шоколад Fruits nuts & chocolate

Продуктовий каталог Millennium складається як з плиткового шоколаду, так і з шоколадних цукерок. Основні продукти:
- Шоколад Millennium. Асортимент налічує багато підвидів: Golden Nut (шоколад з цільним горіхом), Favorite (плитки з часткою какао 70 % — 80 %), Air (пористий), Discover Europe (тематичний шоколад, присвячений країнам Європи) та ін.

- Шоколадні цукерки: Millennium Elegance Асорті (6 оригінальних форм цукерок та 7 начинок), Millennium Riviera (цукерки в формі «човника» з преміальними горіхами), Ocean Story (мармуровий шоколад у вигляді морських фігурок), Gold Series (цукерки з цільними горіхами великого калібру);

- Шоколад «Любимов». Під цим брендом випускається як плитковий шоколад, так і цукерки в формі серця. Також під брендом «Любимов» представлені інші кондитерські вироби: фрукти в шоколаді, мигдаль в трюфелі, пташине молоко.

- «Любимов» та українська художниця Євгенія Гапчинська випустили спільну колекцію шоколаду в ексклюзивному оформленні, що змінюється кожного сезону.

- Oskar Le Grand — колекційні сорти шоколаду (72 % з Еквадору та 82 % з Сен-Томе) у супер-тонких плитках. Під брендом також випускаються трюфельні цукерки.

## Нагороди
- У 2016 році торгова марка стала переможцем у кількох номінаціях в рамках професійної бізнес-премії «Leader of Year Import Export Award»[7].

- У грудні 2018 року «Українська народна премія» визнала Millennium найкращим продуктом в категорії «шоколад»[8].

- У травні 2018 року рейтинг «Фаворити успіху» визнав Millennium найкращим продуктом у своїй категорії[9].